# ديفيد شيلي
ديفيد شيلي (بالإنجليزية: David Shelley)‏ هو موسيقي أمريكي، ولد في 23 نوفمبر 1957 في سانتا مونيكا في الولايات المتحدة، وتوفي في 10 أغسطس 2015 في فورت لودرديل في الولايات المتحدة.